# Ишварди (подокруг)
Ишварди (бенг. ঈশ্বরদী, англ. Ishwardi) — подокруг на северо-западе Бангладеш. Входит в состав округа Пабна. Образован в 1906 году. Административный центр — город Ишварди. Площадь подокруга — 256,90 км². По данным переписи 1991 года численность населения подокруга составляла 236 825 человек. Плотность населения равнялась 959 чел. на 1 км². Уровень грамотности населения составлял 35,5 %. Религиозный состав: мусульмане — 94,99 %, индуисты — 3,85 %, прочие — 1,16 %.